# Potamanthidae
Famille
Les Potamanthidae sont une famille d'insectes de l'ordre des Éphéméroptères.

## Liste des genres
Selon GBIF (13 novembre 2023) :
- Anthopotamus McCafferty & Bae, 1990
- Potamanthus Ferreri F.
- Potamanthus Pictet, 1845
- Rhoenanthus Eaton, 1881

## Publications
- Peters JG; Hubbard MD. 1977. Authorship of the families Siphlonuridae, Palingeniidae and Potamanthidae. Eatonia 23:1-2 [lire en ligne]
  - H. Albarda. 1888. Taxonomic names, dans Catalogue raisonné des Orthoptères et des Névroptères de Belgique. Annales de la Société Entomologique de Belgique 32:103-203, p.148 [lire en ligne]
  - Nederlandse Entomologische Vereniging. 1889, Tijdschrift voor entomologie, 32:211-376, p.257 [lire en ligne]